# Iracka Grupa Studyjna
Iracka Grupa Studyjna, zwana Komisją Bakera-Hamiltona lub Komisją Bakera (ang. Iraq Study Group) – 10-osobowa grupa badawcza powołana 15 marca 2006 przez Kongres Stanów Zjednoczonych (wnioskodawcą był kongresmen Frank Wolf z Wirginii).
Jej celem jest doradzenie rządowi i prezydentowi George’owi W. Bushowi w sprawach sytuacji w Iraku i znalezieniu politycznych rozwiązań. W jej skład wchodzi po pięciu republikanów i demokratów.
Jej członkowie (lista poniżej) w większości uchodzą za tzw. „politycznych realistów”, którzy od początku byli sceptycznie nastawieni wobec interwencji i obecnie nawołują do zmiany kursu.

## Członkowie

### Współprzewodniczący
- James Baker (republikanin) – sekretarz stanu 1989–1992
- Lee Hamilton (demokrata) – były kongresmen z Indiany i przewodniczący komisji wywiadowczej Izby Reprezentantów

### Członkowie z ramieniaPartii Demokratycznej
- Vernon Jordan Jr. – były wpływowy doradca prezydenta Billa Clintona oraz osobistość polityczna w Waszyngtonie
- Leon E. Panetta – szef sztabu Białego Domu u prezydenta Clintona (1994–1997)
- William J. Perry – sekretarz obrony (1994–1997)
- Chuck Robb – senator z Wirginii (1989–2001)

### Członkowie z ramieniaPartii Republikańskiej
- Sandra Day O’Connor – sędzia Sądu Najwyższego (1981–2006)
- Lawrence Eagleburger – sekretarz stanu (1992–1993)
- Edwin Meese – prokurator generalny (1985–1988)
- Alan K. Simpson – senator z Wyoming (1979–1997)

### Byli członkowie
- Robert Gates – były dyrektor CIA i obecnie nowy sekretarz obrony
- Rudy Giuliani – były burmistrz Nowego Jorku